# Ozero Krasnovskoje
Ozero Krasnovskoje (ryska: Озеро Красновское) är en sjö i Belarus.   Den ligger i voblasten Vitsebsks voblast, i den norra delen av landet, 180 km norr om huvudstaden Minsk. Ozero Krasnovskoje ligger 144 meter över havet. Arean är 0,96 kvadratkilometer. Den sträcker sig 0,9 kilometer i nord-sydlig riktning, och 1,7 kilometer i öst-västlig riktning.
Omgivningarna runt Ozero Krasnovskoje är en mosaik av jordbruksmark och naturlig växtlighet. Runt Ozero Krasnovskoje är det glesbefolkat, med 19 invånare per kvadratkilometer.